# فيل آيفي
فيل آيفي (بالإنجليزية: Phil Ivey)‏ هو لاعب بوكر أمريكي، ولد في 1 فبراير 1977 في ريفرسايد في الولايات المتحدة.

## وصلات خارجية
- فيل آيفي على موقع IMDb (الإنجليزية)
- فيل آيفي على موقع قاعدة بيانات الفيلم (الإنجليزية)